# Liste der Naturdenkmale in Langlingen
Die Liste der Naturdenkmale in Langlingen nennt die Naturdenkmale in Langlingen im Landkreis Celle in Niedersachsen.

## Naturdenkmale
| Bild            | Bezeichnung | Ort, Lage                                                   | Beschreibung | Schutzzweck | Nummer      |
| --------------- | ----------- | ----------------------------------------------------------- | --- | ----------- | ----------- |
| Fotos hochladen | 2 Eichen    | Langlingen Kirchstraße (52° 33′ 24,8″ N, 10° 17′ 20,4″ O)   | 2 Eichen in der Kirchstraße 1 Eiche am Eingang zum Gutshof: Höhe: 15 m Alter: ca. 250 Jahre Stammumfang: 5,52 m (Juli 2022) 1 Eiche auf dem Gutsgelände: Höhe: 23 m Alter: ca. 350 Jahre Stammumfang: 7,16 m (Juli 2022) |             | ND CE 00046 |
| Fotos hochladen | Eiche       | Langlingen auf dem Friedhof (52° 33′ 23,9″ N, 10° 17′ 8″ O) | Höhe: 18 m Alter: ca. 300 Jahre Stammumfang: 5,51 m (Juli 2022) |             | ND CE 00048 |